# Alimentatore automatico di documenti

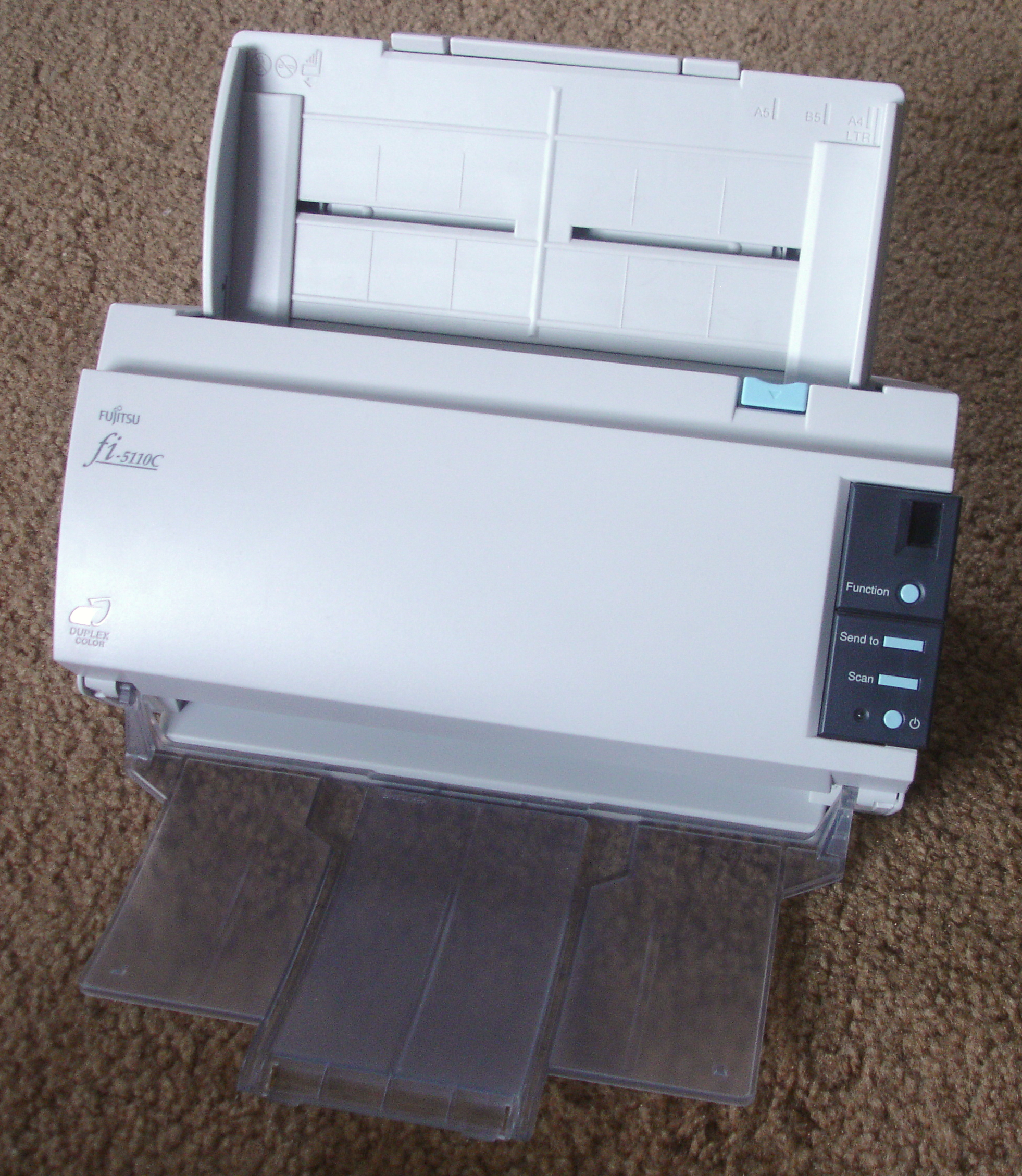
Uno scanner con ADF fronte-retro di tipo DADF

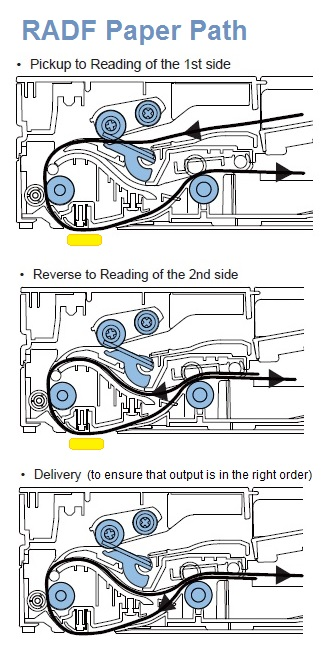
Funzionamento RADF in dettaglio

L'alimentatore automatico di documenti o ADF (Automatic Document Feeder) è un accessorio integrato in diverse stampanti multifunzione, fax, fotocopiatrici e scanner.

## Caratteristiche
Questo accessorio permette di introdurre nel dispositivo più documenti contemporaneamente andando ad alimentare lo scanner o la fotocopiatrice con una pagina per volta, consentendo così all'utente di scansionare e quindi copiare, stampare o inviare via fax documenti a più pagine senza dover sostituire manualmente ciascuna pagina.
Sulla maggior parte delle fotocopiatrici, oltre alla scansione sulla superficie piana in vetro, esiste la possibilità di scegliere l'alimentazione automatica tramite ADF. Anche la maggior parte dei fax è dotato di ADF che viene a volte usato come fotocopiatrice, inviando documenti di più pagine a se stessi.
Gli ADF sono caratterizzati dalla velocità in pagine al minuto (PPM) e dalla capacità, di solito variabile, da 10 a 200 e più fogli.

## Scansione fronte-retro
Esistono due tipi di ADF in grado di scansionare documenti fronte-retro:
- RADF (Reversing Automatic Document Feeder): è un alimentatore con inversione automatica che scansiona un lato di una pagina e poi la gira per scansionare l'altro lato;
- DADF (Duplexing Automatic Document Feeder): è un alimentatore automatico di documenti fronte-retro che scansiona entrambi i lati in una sola passata.

Il possibile vantaggio del DADF rispetto al RADF è rappresentato dalla maggiore velocità in caso di originali stampati su due facciate. RADF e DADF sono classificati in base alle immagini al minuto (IPM), cioè il numero di lati che possono scansionare al minuto.